# دولار زيمبابوي (2019-2024)
كان دولار زيمبابوي ( الرمز : Z$ ؛ الرمز : ZWL )،  والمعروف أيضًا باسم الزيمدولار أو دولار التسوية الإجمالية في الوقت الفعلي ( RTGS )،   عملة زيمبابوي من فبراير 2019 إلى أبريل 2024. كانت العملة الوحيدة المسموح بها قانونًا للتجارة في زيمبابوي من يونيو 2019 إلى مارس 2020، وبعد ذلك قُنِّنَت العملات الأجنبية مرة أخرى. 
ونتيجة للانخفاض الحاد في قيمة دولار زيمبابوي، والذي بدأ على الفور تقريبا بعد طرحه للتداول، أصبحت معظم المعاملات، حيثما أمكن، تتم بالعملات الصعبة، مثل الدولار الأميركي، على الرغم من عدم قانونيتها حتى مارس/آذار 2020. في 5 أبريل 2024، أُعلن أنه سَيُستَبدَل دولار زيمبابوي بالذهب الزيمبابوي الجديد (ZiG)، وهي عملة مدعومة بالذهب ، بدءًا من 8 أبريل.    في 31 أغسطس 2024، توقف العمل بدولار زيمبابوي (ZWL) رسميًا. 

## تاريخ

### خلفية
في 29 يناير 2009، شرعت الحكومة الزيمبابوية استخدام العملات الأجنبية، مثل الدولار الأمريكي والراند الجنوب أفريقي. ردًا على ذلك، تخلى الزيمبابويون بسرعة عن الدولار الزيمبابوي القديم، الذي كان ينهار بسبب ما كان في ذلك الوقت ثاني أعلى معدل للتضخم المفرط في العالم (بعد البينغو المجري في عام 1946).   في 12 إبريل/نيسان 2009، أوقفت حكومة تقاسم السلطة برئاسة ‏ رئيس الوزراء آنذاك مورغان تسفانغيراي التعامل بالدولار القديم. وبعد مرور بعض الوقت، قام بنك الاحتياطي في زيمبابوي بإلغاء آخر الأوراق النقدية من الدولار القديم، وذلك في 30 سبتمبر 2015.  
أدى نظام العملات المتعددة في نهاية المطاف إلى أزمة سيولة، لأن زيمبابوي اضطرت إلى استيراد أكثر مما تستطيع تصديره، مما أدى إلى هجرة صافية للدولار الأمريكي.  في النهاية، قدم بنك الاحتياطي سلسلة من عملات السندات ‏ في 18 ديسمبر 2014، وأوراق السندات ‏ في 28 نوفمبر 2016، بعد تأمين إجمالي 250 مليون دولار أمريكي في شكل قروض من البنك الأفريقي للتصدير والاستيراد.  
على الرغم من أن أموال السندات كانت قابلة للتبادل رسميًا على قدم المساواة مع الدولار الأمريكي، إلا أن عامة الناس قاوموها بسرعة باعتبارها محاولة لإعادة إدخال الدولار الزيمبابوي، الذي اكتسب سمعة سيئة بسبب التضخم المفرط.  وقد أدى ذلك، إلى جانب النقص المستمر في الدولار الأمريكي في زيمبابوي،  إلى ازدهار سعر الصرف الموازي الذي تراوح بين 3.00 دولار و3.80 دولار من أموال السندات مقابل الدولار الأمريكي، في فبراير 2019. 

### تقديم الدولار الخامس
أدى سعر الصرف الموازي والنقص المستمر في الدولار الأميركي إلى خلق حالة لم يعد فيها البنك الاحتياطي قادرا على الحفاظ على ربط سعر الصرف بالدولار الأميركي. أراد البنك الاحتياطي أيضًا إنهاء نظام أسعار الصرف المختلفة، والذي أدى إلى دفع العملاء أكثر أو أقل اعتمادًا على طريقة الدفع.  في 20 فبراير 2019، أعلن محافظ بنك الاحتياطي جون مانجوديا ‏ عن إدخال دولار زيمبابوي جديد، والذي كان يسمى في البداية دولار التسوية الإجمالية في الوقت الحقيقي (دولار RTGS).  بدأ تداول الدولار في نظام RTGS في 25 فبراير، وكان يتألف من أرصدة التسوية الإجمالية في الوقت الفعلي (ومن هنا جاء الاسم)، وسندات الخزانة ‏ والعملات المعدنية ‏ الموجودة (والتي خُفِّضَت قيمتها بنسبة 60% إلى 2.50 دولار زيمبابوي لكل دولار أمريكي). 
في 24 يونيو 2019، أعادت الحكومة الزيمبابوية تسمية دولار RTGS إلى الدولار الزيمبابوي،  وحظرت استخدام العملات الأجنبية في محاولة لإنهاء نظام العملات المتعددة. وذكرت هيئة الإذاعة البريطانية (بي بي سي) أن هناك معارضة واسعة النطاق للحظر، ويرجع ذلك جزئيًا إلى استمرار انعدام الثقة العامة، وجزئيًا إلى ارتفاع معدلات التضخم، وجزئيًا إلى اضطرار التجار إلى استخدام العملات الصعبة لاستيراد السلع من الخارج.  سرعان ما أجبر ظهور جائحة فيروس كورونا البنك الاحتياطي على إعادة العمل بنظام العملات المتعددة، في 29 مارس 2020. 
في 29 أكتوبر 2019، زعم بنك الاحتياطي أن عملة جديدة ستحل محل الدولار الخامس.  لقد تبين أن هذا الادعاء كان عبارة عن عملة سند جديدة بقيمة 2 دولار، وعملات ورقية منقحة بقيمة 2 دولار و5 دولارات بدون نقش "سندات": كلاهما دخلا التداول في 11 نوفمبر 2019.   واصل البنك الاحتياطي طرح الأوراق النقدية ذات القيمة الأعلى، حيث دخلت الورقة النقدية بقيمة 100 دولار التداول في 5 أبريل 2022. 

### استمرار ارتفاع التضخم
استمر الدولار الزيمبابوي الخامس في الخضوع لتضخم مرتفع للغاية، بسبب استمرار انعدام الثقة العامة  واستمرار نقص العملة الصعبة نتيجة لعدم تمكن المستوردين من استخدام الدولار الزيمبابوي.  بعد أن ألغى بنك الاحتياطي الفيدرالي ربط العملة مباشرة تقريبًا، انخفض السعر الرسمي مقابل الدولار الأمريكي إلى 2.80 دولار زيمبابوي في 22 مارس 2019، و6.00 دولار زيمبابوي في 12 يونيو 2019، بينما تذبذب السعر الموازي بين 7.00 دولار زيمبابوي و13.00 دولار زيمبابوي بحلول 3 يوليو.    تجاوز معدل التضخم السنوي للبنك الاحتياطي 100% في يونيو 2019، و500% في ديسمبر 2019.  اعتباراً من ديسمبر 2022 بلغ معدل التضخم السنوي للبنك الاحتياطي 243.76%: وكان أعلى معدل (منذ فبراير 2019) 837.53% في يوليو 2020، وكان أدنى معدل 50.25% في أغسطس 2021.  انخفض استخدام الدولار الزيمبابوي في زيمبابوي لصالح العملات الصعبة، ونتيجة لذلك، في فبراير 2023، قامت زيمبابوي بتحويل معدل التضخم الرئيسي إلى معدل يمزج بين أسعار الدولار الزيمبابوي والدولار الأمريكي، وهو ما انتقدته الشركات لإخفائه معدل التضخم الحقيقي بالعملة المحلية، والذي استمر على الرغم من استخدام معدل التضخم "المختلط".  
كان التضخم وانخفاض قيمة الدولار الزيمبابوي نتيجة لزيادة المعروض النقدي من قبل بنك الاحتياطي في زيمبابوي.  في فبراير 2019، بلغ المعروض النقدي الواسع 10.4 مليار دولار زيمبابوي. وبحلول نهاية عام 2022، تضخمت قيمة الاحتياطيات إلى 2.34 تريليون دولار زيمبابوي. في شهري مايو ويونيو 2023، تضاعف المعروض النقدي أربع مرات في شهرين فقط، مما أدى إلى انخفاض قيمة الدولار الزيمبابوي بسرعة.
| وقت         | النقود الواسعة ‏ (M3) بملايين الزلوتي البولندي |
| ----------- | --------------------------------------------- |
| يونيو 2019  | 14,768                                        |
| ديسمبر 2019 | 35,018                                        |
| يونيو 2020  | 99,821                                        |
| ديسمبر 2020 | 204,925                                       |
| يونيو 2021  | 302,934                                       |
| ديسمبر 2021 | 475,362                                       |
| يونيو 2022  | 1,119,696                                     |
| ديسمبر 2022 | 2,338,227                                     |
| يونيو 2023  | 14,275,475                                    |
| ديسمبر 2023 | 18,914,587                                    |
| مارس 2024   | 59,171,485                                    |

واصل الدولار الزيمبابوي انخفاضه. وفي الفترة من يناير/كانون الثاني إلى أبريل/نيسان 2024، فقد أكثر من 70% من قيمته بسعر الصرف الرسمي، لتصل إلى 30 ألف دولار زيمبابوي مقابل الدولار الأميركي في 5 أبريل/نيسان. ارتفع معدل التضخم السنوي من 26.5% في ديسمبر 2023 إلى 55.3% في مارس 2024. كان المعروض النقدي في تلك المرحلة قد ارتفع إلى 59 تريليون دولار زيمبابوي، بعد أن زاد بعامل يقارب 5700 منذ طرح العملة. 

### مقدمة عن الذهب الزيمبابوي ZiG
في 5 أبريل 2024، أعلن بنك الاحتياطي في زيمبابوي عن عملة جديدة ستُطرح في 8 أبريل 2024، تسمى ذهب زيمبابوي (ZiG)، لتحل محل الدولار الزيمبابوي. ومن المقرر أن يُدعم ذهب زيمبابوي بسلة من الاحتياطيات التي تتكون من العملات الأجنبية والمعادن الثمينة (الذهب بشكل أساسي). مُنِحَ الزيمبابويون 21 يومًا لتحويل أموالهم النقدية إلى ذهب زيمبابوي.   وقال جون موشايافانهو ‏ ، محافظ بنك الاحتياطي في زيمبابوي، إنه يتوقع أن يكون للعملة الجديدة تأثير على التضخم وأنها سوف تتداول جنبًا إلى جنب مع العملات الأجنبية. 

## الأوراق النقدية
الأوراق النقدية الزيمبابوية التي دخلت التداول منذ عام 2016 تحمل توقيع جون مانجوديا ‏، الذي خلف تشاريتي دهليوايو في منصب محافظ بنك الاحتياطي الفيدرالي في زيمبابوي في 1 مايو 2014. 
في عام 2022، بدأ البنك الاحتياطي عملية إزالة الأوراق النقدية من فئة 2 و5 دولار من التداول، بسبب ارتفاع التضخم على المدى الطويل: في 5 أبريل 2022، كانت أسعار الصرف الرسمية لهذه الأوراق النقدية 1.4 و3.5 سنت أمريكي على التوالي. 

### السندات النقدية
دخلت السندات النقدية بقيمة 2 دولار و5 دولارات التداول في 28 نوفمبر 2016 و3 فبراير 2017 على التوالي.  

## العلاقة مع العملات الأجنبية
عندما قُدِّمَ دولار RTGS في فبراير 2019، استخدم الزيمبابويون مزيجًا من العملات الأجنبية بما في ذلك الدولار الأمريكي، والراند الجنوب أفريقي، واليوان الصيني. في 24 يونيو 2019، حظرت الحكومة الزيمبابوية استخدام العملات الأجنبية في المعاملات المحلية.  ومع ذلك، فإن ارتفاع التضخم، واستمرار المقاومة العامة للدولار الزيمبابوي، وتفاقم جائحة فيروس كورونا أجبرت الحكومة على السماح للزيمبابويين باستخدام العملات الأجنبية مرة أخرى، في 29 مارس 2020.   قالت الحكومة إن الترخيص باستخدام الدولار الأمريكي في المعاملات المحلية كان مؤقتًا فقط،  ولكن بحلول يونيو 2020، كان بعض موظفي الخدمة المدنية في زيمبابوي يطالبون بالفعل بدفع رواتبهم بالدولار الأمريكي، بسبب التضخم المفرط في الدولار الزيمبابوي.  في 27 أكتوبر 2023، قررت الحكومة الإبقاء على العملات الأجنبية كعملة قانونية حتى عام 2030.  اعتبارًا من مارس 2024، كانت 80% من جميع المعاملات في زيمبابوي بالدولار الأمريكي. 

## أسعار الصرف
بحلول مارس 2020، جرت محاولة لربط الدولار الزيمبابوي عند 1 دولار أمريكي = 25 دولار RTSG،  لكن التضخم استمر وتُخُلِّيَ عن هذه الجهود.  
بلغ معدل التضخم السنوي في الفترة المنتهية في يوليو 2020 نسبة 837.53% كما ورد في تقرير زيمستات. 
يُحدّد سعر الصرف من خلال قوى العرض والطلب في سوق المزاد الذي أنشأه بنك الاحتياطي في زيمبابوي مع الإعلان عن دولار RTGS. يُطلق على السوق اسم سوق صرف العملات الأجنبية بين البنوك ويتكون من البنوك ومكاتب الصرافة. 
في أواخر يونيو 2020، أطلق بنك الاحتياطي في زيمبابوي مزادًا أسبوعيًا جديدًا للعملة الأجنبية، في محاولة للحد من التضخم الجامح الذي دفع الدولار الزيمبابوي إلى الانخفاض إلى 1 دولار أمريكي = 80 دولار زيمبابوي.  استمر التضخم في الزيمدولار، وبحلول مايو 2022، بلغ سعره الرسمي 165.94 مقابل الدولار الأمريكي، بينما كان ينخفض باستمرار في السوق السوداء، حيث كان يُتداول حاليًا بين 330 و400 مقابل الدولار الأمريكي.  وفي محاولة لوقف المزيد من المضاربة على الدولار، أمرت وزارة الخزانة البنوك في مايو 2022 بوقف الإقراض، على أن يسري القرار فورًا. 
في يوليو 2022، أعلن بنك الاحتياطي في زيمبابوي عن طرح العملات الذهبية الرسمية في السوق "كمخزن للقيمة".  وتسمى العملات الذهبية " موسي-وا-تونيا "، ومن المتوقع أن تباع إما بالدولار الزيمبابوي أو بالدولار الأمريكي بأسعار تعتمد على السعر الدولي السائد للذهب بالإضافة إلى تكاليف الإنتاج.   في 12 فبراير 2024، صرح وزير مالية زيمبابوي، مثولي نكوبي، بأنه من الممكن ربط سعر صرف الدولار الزيمبابوي بالذهب. في هذه الحالة، ستكون الدولة الوحيدة في العالم التي تطبق معيار الذهب .  
في 5 أبريل 2024، أعلن بنك الاحتياطي في زيمبابوي عن عملة جديدة ستُطرح في 8 أبريل، تسمى الذهب الزيمبابوي (ZiG)، مدعومة بسلة من الاحتياطيات تتكون من العملات الأجنبية والمعادن الثمينة (الذهب بشكل أساسي). مُنِحَ الزيمبابويون 21 يومًا لتحويل أموالهم النقدية إلى ذهب زيمبابوي.  
شهد الدولار الزيمبابوي انخفاضًا سريعًا في قيمته قبل استبداله. وفي الفترة ما بين 2 مايو و17 يونيو 2023، انخفضت قيمة الزيمبابوي بنحو 83%، من 1070.42 دولار زيمبابوي إلى 6351.50 دولار زيمبابوي مقابل الدولار الأمريكي، بسعر الصرف الرسمي.  في 30 يناير 2024، انخفض إلى ما دون 10000 دولار زيمبابوي مقابل الدولار الأمريكي،  وفي 22 مارس 2024، انخفض إلى ما دون 20000 دولار زيمبابوي مقابل الدولار الأمريكي.  في 5 أبريل 2024، وصل سعر صرف الدولار الأمريكي إلى 30 ألف دولار زيمبابوي، وهو نفس اليوم الذي أُعلِنَ فيه عن العملة الجديدة. 

## روابط خارجية
- موقع بنك الاحتياطي في زيمبابوي
- السياسة النقدية لشهر فبراير 2019